# Mina Sundwall
Mina Sundwall (Nueva York, Nueva York, Estados Unidos, 23 de octubre de 2001), también conocida como Mina De Julis, es una actriz estadounidense, de ascendencia sueca e italiana, de cine y televisión. Hizo su debut en la serie documental Celebrity Ghost Stories en 2012. Es conocida por interpretar a Penny Robinson en la serie de ciencia ficción Lost in Space de 2018, nueva versión de la serie homónima de 1965.

## Primeros años
Sundwall nació el 23 de octubre de 2001 en la ciudad de Nueva York. De padre sueco y de madre italiana, creció en Estados Unidos, pero también vivió en España y Francia. Se graduó el año 2019 del United Nations International School, hasta que se trasladó a Los Ángeles, California, para iniciar sus estudios de actriz en el Lee Strasberg Theatre & Film Institute.

## Carrera
En 2012, Sundwall hizo su primera aparición en televisión en la serie documental Celebrity Ghost Stories. Posteriormente en 2014 tuvo una aparición en la serie policíaca Law & Order: Special Victims Unit y un pequeño papel en la cinta A Good Marriage de Peter Askin.
En 2015, actuó en la comedia dramática romántica Maggie's Plan de Rebecca Miller, compartiendo roles junto a Greta Gerwig e Ethan Hawke; en la cinta Freeheld de Peter Sollett y en la película de terror #Horror. Luego interpretó el papel de Penny Robinson en la serie de Netflix Lost in Space, que se emitió por primera vez en abril de 2018, y comenzó a ser personaje recurrente en la sexta temporada de la serie de superhéroes Legends of Tomorrow, interpretando a Lita, la hija de Mick Rory/HeatWave.

## Vida personal
Sundwall habla inglés, español, sueco y francés de manera fluida. Sabe tocar el piano y la guitarra. Es estudiante de Psicología.

## Filmografía

### Cine
| Año  | Título           | Rol         | Director(a)                |
| ---- | ---------------- | ----------- | -------------------------- |
| 2014 | A Good Marriage  | Joven Petra | Peter Askin                |
| 2015 | Maggie's Plan    | Justine     | Rebecca Miller             |
| 2015 | Freeheld         | Maya Kelder | Peter Sollett              |
| 2015 | #Horror          | Francesca   | Tara Subkoff               |
| 2023 | Jesus Revolution | Dodie       | Jon Erwin y Brent McCorkle |

### Televisión
| Año       | Título                            | Rol            | Notas                             |
| --------- | --------------------------------- | -------------- | --------------------------------- |
| 2012      | Celebrity Ghost Stories           | Kathy          | Cuarta temporada, 1 episodio      |
| 2014      | Law & Order: Special Victims Unit | Mia Harris     | Decimosexta temporada, 1 episodio |
| 2018-2021 | Lost in Space                     | Penny Robinson | Rol principal, 28 episodios       |
| 2020-2021 | Legends of Tomorrow               | Lita           | Rol secundario, 8 episodios       |

### Videojuegos
| Año  | Título               | Personaje | Notas                       |
| ---- | -------------------- | --------- | --------------------------- |
| 2022 | God of War: Ragnarök | Þrúðr     | Captura de voz y movimiento |

### Cortometrajes
- 2010: Objects in Mirror Are Closer Than They Appear
- 2013: The Water Gun Chronicles
- 2014: First Prize
- 2017: Un vase à Chinatown
- 2018: Seen From Above
- 2020: Emma